# Осика де Жос (Олт)
Осика де Жос (рум. Osica de Jos) насеље је у Румунији у округу Олт у општини Осика де Жос. Oпштина се налази на надморској висини од 99 m.

## Становништво
Према подацима из 2002. године у насељу је живело 1506 становника.

### Попис2002.
| Расподела становништва по националности 2002.‍ | Расподела становништва по националности 2002.‍ | Расподела становништва по националности 2002.‍ | Расподела становништва по националности 2002.‍ | Расподела становништва по националности 2002.‍ |
| --------------------------------------------- | --------------------------------------------- | --------------------------------------------- | --------------------------------------------- | --------------------------------------------- |
|                                               |                                               |                                               |                                               |                                               |
| Румуни                                        | Румуни                                        |                                               | 1.438                                         | 95,5%                                         |
| Роми                                          | Роми                                          |                                               | 68                                            | 4,5%                                          |